# سيسا أورونكا
سيسا أورونكا مدينة وبلدية من كامبانيا، إيطاليا، في مقاطعة كازيرتا. تقع على المنحدر الجنوبي الغربي للبركان الخامد في روكامونفينا، على بعد 40 كم بالقطار من غرب وشمال غرب كازيرتا وعلى بعد 30 كيلومترا إلى الشرق من فورميا.
تقع على موقع سيسا أورونكا القديمة على ثراء صغير من نهر ليري. التل الذي تقع سيسا عليه هو كتلة من الطفة البركانية.

## السكان
في سنة 1861 بلغ عدد السكان 18٬326 نسمة، وتطور العدد ليصل في سنة 2011 لـ 22٬216 نسمة.
يظهر هذا المخطط البياني تطور النمو السكاني لـ سيسا أورونكا